# Левенберг, Борис Евсеевич
Борис Евсеевич Левенберг (род. 1950, Даурия, Читинская область) — советский, израильский композитор и музыкальный педагог.

## Биография
Родился в 1950 году в семье военнослужащего в Сибири в селе Даурия Борзинского района Читинской области. В 1956 году семья переехала на Украину в г. Умань Черкасской области.
В 1964 году окончил Уманскую музыкальную школу по классу скрипки, в 1968 — Уманское музыкальное училище (класс скрипки и теоретическое отделение). В 1967 году брал уроки композиции у киевского композитора Ю. Я. Ищенко (ныне профессор Киевской консерватории).
В 1968—1973 годах учился на композиторском факультете Ростовского музыкально-педагогического института (класс профессоров Б. И. Зейдмана и Л. П. Клиничева), по окончании которого работал заведующим музыкальной частью Орловского драматического театра, затем служил в Советской Армии.
С 1975 по 1983 год — ответственный секретарь Ростовской организации союза композиторов РСФСР, одновременно председатель лекторского совета Ростовского Дома кино. В 1983—1989 годы — заведующий музыкальной частью Ростовского ТЮЗа. Написал музыку к одиннадцати драматическим спектаклям, из которых наиболее заметными были «Пролетарская мельница счастья» по пьесе В. Мережко и «Щелкунчик» по сказке Гофмана. Преподавал гармонию в Ростовском музыкально-педагогическом институте.
В 1990 году переехал на постоянное место жительства в Израиль. Преподаёт в Хайфской консерватории имени Рубина.
Член Союзов композиторов СССР (1978—1990), России (с 1990), израильской композиторской лиги (с 1990).

### Семья
Мать — Лея Натановна Левенберг.

## Творчество
Музыку начал сочинять в 17-летнем возрасте. Сочинения и аранжировки Бориса Левенберга исполняются в Австрии, Германии, Израиле, России, Украине, США и других странах.

### Избранные произведения
- Скрипичный концерт
- Симфониетта
- Поэма для симфонического оркестра,
- Две оркестровых сюиты
- Два струнных квартета
- Сонатина для фортепиано
- «Хасидская сцена (Каддиш и Танец)» — в версиях для струнного оркестра: для скрипки и симфонического оркестра, для флейты и струнного оркестра, и другие варианты.
- Четыре пьесы для скрипки, кларнета и струнного оркестра: «Восточные картины», «Мелодия», «Танец», «В джазовых ритмах»
- Две сюиты для кларнета и фортепиано: «Много шума из ничего» (из театральной музыки к одноименной пьесе Шекспира) и «Синдерелла»
- Произведения для духового оркестра: «Марш», увертюра «Виват, музыкант», «Галоп»
- Две пьесы для альт-саксофона и фортепиано: «В ритмах джаза» и «Этого недостаточно. Кинематограф нашей любви»,
- Два вокальных цикла, романсы и песни
- Пьесы для фортепиано и других инструментов
- «Три взгляда на Элегию Массне» (2014)

Музыка для театра
- «Анчутка» — по сказке Будимира Метальникова, режиссёр Александр Габ (1983)
- «Сашка» — по повести Вячеслава Кондратьева (1985)
- «Пролетарская мельница счастья» — по пьесе В.Мережко, режиссёр Владимир Чигишев (1986)
- «В дороге» — по пьесе В.Розова (1987)
- «Автобус» С.Стратиева, режиссёр Владимир Чигишев (1987)
- «Щелкунчик» по сказке Гоффмана (1987)
- «Банкрот» А. Н. Островского, режиссёр Владимир Чигишев (1987)
- «Самый отличный робот» (1988)
- «Много шума из ничего» У. Шекспира, режиссёр Владимир Чигишев (1989)